# لورن، کبک
لورن (به فرانسوی: Lorraine) شهرکی در منطقه شهری ترز-دو-بلنویل ناحیه لورانتید در استان کبک کانادا است. در سرشماری سال ۲۰۱۱ این شهرک ۹٬۸۷۹ نفر جمعیت داشته‌است و مساحت آن ۵٫۹۶ کیلومتر مربع است.